# 252 Клементина
252 Клементина (лат. 252 Clementina) је астероид главног астероидног појаса са пречником од приближно 69,29 km.
Афел астероида је на удаљености од 3,383 астрономских јединица (АЈ) од Сунца, а перихел на 2,931 АЈ.
Ексцентрицитет орбите износи 0,071, инклинација (нагиб) орбите у односу на раван еклиптике 10,043 степени, а орбитални период износи 2049,415 дана (5,610 година).
Апсолутна магнитуда астероида је 9,10 а геометријски албедо 0,084.
Астероид је откривен 11. октобра 1885. године.